# Sprickskinn
Sprickskinn (Conferticium ochraceum) är en svampart som först beskrevs av Elias Fries, och fick sitt nu gällande namn av Hallenb. 1980. Sprickskinn ingår i släktet Conferticium och familjen Stereaceae.  Arten är reproducerande i Sverige. Inga underarter finns listade i Catalogue of Life.